# Marina förband i Ryska federationens inrikestrupper
Marina förband i Ryska federationens inrikestrupper, sedan 2016 Marina förband i Rysslands nationalgarde är en funktionell underavdelning av Rysslands nationalgarde vilken bildades 1978 och är avsedd att opererar vid havskusten samt på sjöar och floder.

## Uppdrag
- Objektskydd av viktiga kommunikationsanläggningar belägna vid havskusten eller vid sjöar och floder.
- Biträda vid räddningstjänsten vid dessa skyddsobjekt
- Objektskydd av andra viktiga anläggningar belägna vid havskusten eller vid sjöar och floder.
- Biträda polisen vid upprätthållande av allmän ordning och säkerhet till sjöss vid särskilt viktiga naturresursområden.
- Biträda gränstrupperna med gränsövervakning.

## Historia
Inrikestruppernas marina förband tillkom i samband med byggandet av Bajkal–Amur-magistralen. 

## Personal
Personalen utgörs av stamanställda och värnpliktiga. Redan vid tillkomsten av Inrikestruppernas marina förband fick dess personal samma uniformer och tjänstgöringsvillkor som flottan. 1981 tillkom flottans gradbeteckningar och 1985 sjömilitära grader.
Personalen utbildas vid den marina utbildningsdivisionen i Severobajkalsk. Följande utbildningslinjer finns:
- Röjdykare
- Båtmekaniker
- Båtchef
- Signalstyrman

## Förband
Underställda de regionala kommandona och dess underordnade förband.
- 1. Marinavdelningen i Chabarovsk
- 2. Marinavdelningen i Murmansk
- 5. Marina utbildningsdivisionen i Severobajkalsk
- 32. Marinavdelningen i Oziorsk och Snezjinsk
- En patrullbåtsdivision vilken ingår i objektskyddet för Leningrad kärnkraftverk

## Dykeriväsendet
Inrikestruppernas dykeriväsende bildades 1978. Dess uppgift är att undanröja undervattenshot mot skyddsobjekt. Utbildningen äger rum i Severobajkalsk. Dykarna är licensierade av en särskild prövningskommission i Inrikesministeriet, som upprättats i samband med sjöräddningsväsendet vid Rysslands flotta. I dykeriväsendet ingår särskilda röjdykaravdelningar samt röjdykare som tillhör patrullbåtsbesättningar. Chef är kommendör V. A. Strakovitj.

## Framtida utveckling
Enligt uppgift avser den ryska regeringen att utöka Inrikestruppernas ansvarsområde med objektskydd av vattenkraftverk vilket kommer att leda till att ytterligare marina förband behövs. Planerade vågkraftverk till havs är andra presumtiva skyddsobjekt för de marina förbanden. Det skall även finnas planer på att skapa sjötransportförband inom Inrikestrupperna.

## Bilder

Inrikestruppernas örlogsvimpel